# Psary-Kolonia
Psary-Kolonia – wieś  w Polsce położona w województwie świętokrzyskim, w powiecie włoszczowskim, w gminie Secemin.
Sołectwo tworzą Psary Kolonia i Psary Wieś
W latach 1975–1998 miejscowość położona była w województwie częstochowskim.

## Historia
Psary w wieku XIX wieś i folwark w powiecie włoszczowskim, gminie Secemin, parafii Dzierzgów, odległy 14 wiorst od Włoszczowy, mają pokłady torfu, młyn wodny, gorzelnię (1876 r.). 
W 1827 r. było 38 domów 131 mieszkańców Dobra Psary, oddzielone w 1867 r. od dóbr Secemin, składały się w 1876 r. z folwarków Psary i Celiny, rozległość wynosiła mórg 3512 
- folwark Psary grunty orne i ogr. mórg 477, łąk mórg 118, pastw. mórg 1080, lasu mórg 1282, nieużytki mórg 262, razem mórg 3219, budynków murowanych 7, z drzewa 21, płodozmian 10. polowy, las urządzony;
- folwark Celiny grunty orne i ogr. mórg 239, pastw. mórg 46, nieużytki mórg 8, razem mórg 293; budynków murowanych 2, z drzewa 3. Dobra te w ostatnich latach zostały rozparcelowane.

W XV w. Psary w parafii Dzierzgów, były własnością Andrzeja i Stanisława Jastrzębców, miały kilka łanów kmiecych, z których dziesięcinę snopową i konopną oddawano prepozyturze przy katedrze krakowskiej i odstawiano na miejsce. Była też karczma, zagrodnicy folwark rycerski, z których dziesięcinę snopową dawano plebanowi w Dzierzgowie (Długosz, L. B., I, 22). 
Według registru poborowego powiatu krakowskiego z 1581 wieś Psary własność Szafrańca, miała 6½ łana kmiecego, 1 komornika z bydłem, 2 komorników bez bydła (Pawiński, Małop. s.70).